# Bra'tac

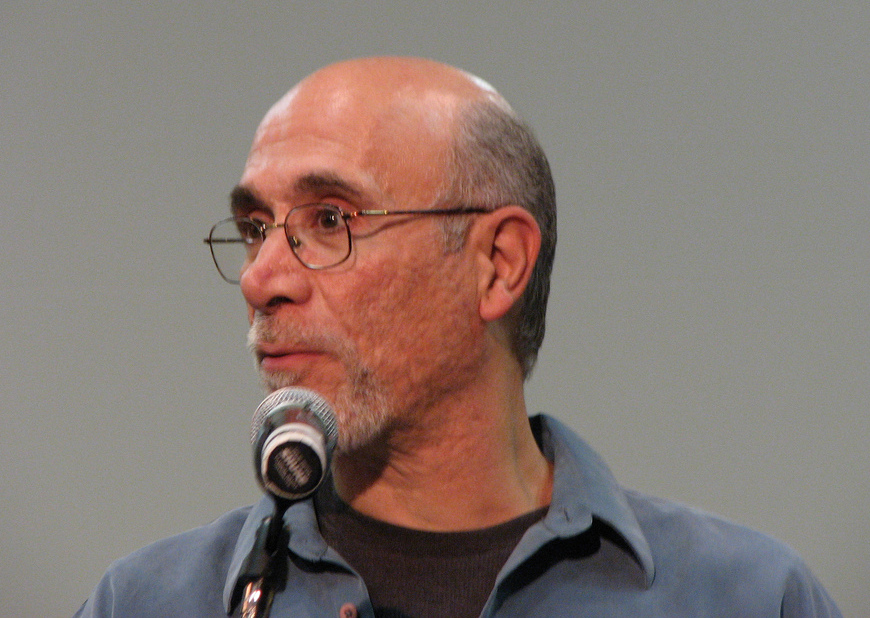
Tony Amendola als Bra'tac

Bra'tac is een regelmatig terugkerend personage uit de sciencefictionserie Stargate SG-1, gespeeld door Tony Amendola.
Hij is een Jaffa-krijger en voormalig First Prime van de Goa'uld System Lord Apophis. Bra'tac werd later een van de leiders van de Progressieve factie van de High Council of the Free Jaffa Nation en een belangrijke verbindingspersoon met de mensheid (Tau'ri).
Bra'tac is naar schatting meer dan 130 jaar oud. Hij geeft in de aflevering "Bloodlines" een leeftijd van 133 jaar op.  In de openingsaflevering van het derde seizoen, de aflevering "Into the Fire" was hij 135 jaar en in de aflevering "Threshold" van seizoen 5 zei hij dat hij 137 was. Bra'tac is daarmee een van de oudste nog levende Jaffa. Hij is Teal'c's voormalige mentor en beste vriend en tevens voogd van diens zoon Rya'c.